# C8orf89
C8orf89 (англ. Chromosome 8 open reading frame 89) – білок, який кодується однойменним геном, розташованим у людей на 8-й хромосомі. Довжина поліпептидного ланцюга білка становить 161 амінокислот, а молекулярна маса — 18 160.
| 10         |  | 20         |  | 30         |  | 40         |  | 50         |
| ---------- |  | ---------- |  | ---------- |  | ---------- |  | ---------- |
| MSVLSPEIKC |  | ETSKFTRSSF |  | GSCLIFESSW |  | KKAVLETQKI |  | KKEYTTAFGL |
| EELKECIKMP |  | YLPGLQSCQK |  | SVSSTPLEVP |  | KRLPRADAEV |  | SAVRLKKTKE |
| TCSVAPLWEK |  | SKGSGFSDPL |  | TGAPSQYLER |  | LSKIAILEYD |  | TIRQETTTKS |
| KKSKKRDLRD |  | R          |  |            |  |            |  |            |

A: Аланін

C: Цистеїн

D: Аспарагінова кислота

E: Глутамінова кислота

F: Фенілаланін

G: Гліцин

I: Ізолейцин

K: Лізин

L: Лейцин

M: Метіонін

P: Пролін

Q: Глутамін

R: Аргінін

S: Серин

T: Треонін

V: Валін

W: Триптофан